# Mój partner z sali gimnastycznej jest małpą
Mój partner z sali gimnastycznej jest małpą lub Mój Kumpel z WF-u jest małpą (ang. My Gym Partner’s a Monkey) – amerykańska kreskówka wyprodukowana przez Cartoon Network Studios. Wykreowana przez Timothy i Julie McNally Cahill. Opowiada ona o chłopcu, który z powodu błędu urzędników trafia do Gimnazjum im. Karola Darwina dla dzikich zwierząt. W aklimatyzacji pomaga mu jego najlepszy kumpel Jake.

## Bohaterowie
- Adam Leww – trzynastoletni chłopiec, uczęszczający do Gimnazjum im. Karola Darwina dla dzikich zwierząt. Należał do klasy kujonów.
- Jake Czepiak – małpa, najlepszy przyjaciel Adama.
- Windsor Goryl – kolega Adama. Jest bardzo inteligentny.
- Slips Pyton – kumpel Adama.
- Lupy Tukan – przyjaciółka Ingrid. Mówi z hiszpańskim akcentem.
- Ingrid Żyrafa – przyjaciółka Lupy. Podkochuje się w Adamie.
- Kark Szarkowski – rekin, szkolny tyran; w czwartej serii zaczęto go nazywać Kark Rekiniak.
- Henio Pancernik – uczeń gimnazjum, prowadzi wiadomości w szkolnej telewizji.
- Dyrektor Ropuch – dyrektor szkoły. Żyje w strachu, że któryś uczeń pozwie szkołę, albo pośrednio przyczyni się do utraty dotacji. Dlatego pilnuje, aby uczniowie byli ze wszystkiego zadowoleni.
- Pani Guziec – sekretarka dyrektora Ropucha.
- Trenerka Skrzelak – złota rybka, uczy WF-u. Ma męski głos.
- Pan Maurycy Mandryl – psycholog szkolny.
- Siostra Gazela – jest pielęgniarką w szkole, jak sama mówi, ma mózg wielkości orzeszka ziemnego.
- Panna Kameleon – nauczycielka gry aktorskiej w szkole.
- Profesor Rogowiak – nauczyciel, nosorożec.
- Panna Noor – nauczycielka.
- Pani Kieł – sprzedawczyni drugiego śniadania, prowadzi Śmiechownię w Gimnazjum im. Darwina. Jest słoniem.
- Pan Humbak – nauczyciel klasy dla kujonów. Sędzia w konkursie ortograficznym.
- Kerry Anderson – sąsiadka Adama, Adam jest w niej zakochany.
- Chad – chłopiec o złośliwym charakterze, nienawidzi Adama i jego przyjaciół.
- Dicky Myszoskoczek – dawniej gwiazda szkolna, teraz jest zwykłym uczniem.
- Karol Mangusta – rywal Slipsa, teraz okazuje się być przyjacielem.
- Finiasz Morświn – uczeń klasy kujonów.
- Kuba Mrówka – mała mrówka. Często jest rozgniatany.

## Postacie epizodyczne
- Sylwek Długoszpar – rekin, który zabrał słuchawki Karka w odcinku Sylwek Długoszpar. Za każdym razem gdy słyszał o jedzeniu, bardzo szeroko rozwierał paszczę i zasysał wszystko jak odkurzacz.
- Alister – tygrys albinos, który kiedyś uczęszczał do Gimnazjum im. Karola Darwina. Został wysłany na Syberię. Pojawia się w odcinku Oh, Heniu.
- Przytulanki – trzy słodkie zwierzęta z zoo, które kazały sobie płacić za przytulanie. Omal co nie zrujnowały Adama. Zostały przez niego ostrzyżone i skończyły zmarznięte na szkolnym korytarzu. Pojawiają się w odcinku Przytulanki.
- Herman – krab pustelnik, który stracił swoją muszlę. Pojawia się w odcinku Małpirenka.

## Filmy
Powstały również filmy:
- „Mój partner z sali gimnastycznej jest małpą: Wycieczka edukacyjna” (ang. The Big Field Trip), animowany. Jego polska premiera nastąpiła 3 września 2007 roku;
- „Mój partner z sali gimnastycznej jest małpą: Szkolny musical zwierząt” (ang. Animal School Musical), animowany. Premiera w Polsce nastąpiła 7 września 2008 roku.

## Odcinki
- Światowa premiera kreskówki odbyła się w 26 grudnia 2005 roku w USA.
- W Multikinie można było oglądać go wcześniej od 17 sierpnia do 8 września 2006 r.
- Przed polską premierą, do Cartoon Network Magazyn zostały dodane płyty z dwoma odcinkami.
- Serial pojawił się po raz pierwszy w polskiej telewizji w Cartoon Network:
  - I seria (odcinki 1-13) – 9 września 2006 roku,
  - II seria (odcinki 14-26) – 10 lutego 2007 roku,
  - Film Wycieczka edukacyjna (odcinki 27-28) – 3 września 2007 roku o godz. 17:10,
  - III seria (odcinki 29-38) – 4 września 2007 roku,
  - IV seria (odcinki 40-53) – 5 lipca 2008 roku,
  - Film Szkolny musical zwierząt – premiera odbyła się 7 września 2008 roku, w ramach Kina Cartoon Network o godz. 18:00,
  - odcinek 39 Ten niepoprawny dziobak – 10 kwietnia 2009 roku (w ramach Inwazji Cartoon Network),
  - odcinki krótkometrażowe – nieemitowane.
- Niezwykłą ciekawostką jest dobranie głównemu bohaterowi imienia. Imię Adam nosił biblijny pierwszy człowiek, a jego hebrajskie znaczenie oznacza „człowiek”. Poza tym w odcinku wymiany uczniów Jake widział w szkole dla ludzi samych „Adamów”.

### Spis odcinków
| Premiera odcinka        | Nr  | Polski tytuł                           | Angielski tytuł                         |
| ----------------------- | --- | -------------------------------------- | --------------------------------------- |
|                         |     |                                        |                                         |
| SERIA PIERWSZA          |     |                                        |                                         |
|                         |     |                                        |                                         |
| 09.09.2006              | 01  | Szczęki atakują                        | Shark Attack                            |
| 09.09.2006              | 01  | Ja Adam, Ty Jake                       | Me Adam, You Jake                       |
|                         |     |                                        |                                         |
| 10.09.2006              | 02  | Leww murawy                            | Lyon of Scrimmage                       |
| 10.09.2006              | 02  | Niedźwiedzia kara                      | Bad News Bear                           |
|                         |     |                                        |                                         |
| 16.09.2006              | 03  | Dzień szczepień                        | Inoculation Day                         |
| 16.09.2006              | 03  | Ortografiomania                        | Animal Testing                          |
|                         |     |                                        |                                         |
| 17.09.2006              | 04  | Linienie                               | The Sheds                               |
| 17.09.2006              | 04  | Błyskotka                              | Shiny Thing                             |
|                         |     |                                        |                                         |
| 23.09.2006              | 05  | Kevin z Amazonii                       | Amazon Kevin                            |
| 23.09.2006              | 05  | Zbiórka pieniędzy                      | Grub Drive                              |
|                         |     |                                        |                                         |
| 24.09.2006              | 06  | Prawo i Stęchlizna                     | Law a Odor                              |
| 24.09.2006              | 06  | Przebrzmiała Sława                     | Yesterday’s Funny Monkey                |
|                         |     |                                        |                                         |
| 30.09.2006              | 07  | Ten przerażający stary woźny Adam Leww | It’s the Scary Old Custodian, Adam Lyon |
| 30.09.2006              | 07  | Mój projekt naukowy                    | My Science Project                      |
|                         |     |                                        |                                         |
| 01.10.2006              | 08  | Wgryź się w to                         | Chew on This                            |
| 01.10.2006              | 08  | Jak się powie „A”                      | The „A” Word                            |
|                         |     |                                        |                                         |
| 07.10.2006              | 09  | Dwie tony zabawy                       | Two Tons of Fun                         |
| 07.10.2006              | 09  | Doku-Trauma                            | Docu-Trauma                             |
|                         |     |                                        |                                         |
| 08.10.2006              | 10  | Przyjęcia z zasobami                   | Supplies Party                          |
| 08.10.2006              | 10  | Ona jest koalą, która                  | She’s Koala That                        |
|                         |     |                                        |                                         |
| 14.10.2006              | 11  | Zwierzęta polityczne                   | Political Animals                       |
| 14.10.2006              | 11  | Guano za 60 sekund                     | Guano in 60 Seconds                     |
|                         |     |                                        |                                         |
| 15.10.2006              | 12  | Bańka albo nic                         | Bubble or Nothing                       |
| 15.10.2006              | 12  | Bezsenna noc                           | Up All Night                            |
|                         |     |                                        |                                         |
| 21.10.2006              | 13  | Szkolna zabawa                         | Kerry to Dance?                         |
|                         |     |                                        |                                         |
| SERIA DRUGA             |     |                                        |                                         |
|                         |     |                                        |                                         |
| 10.02.2007              | 14  | Zamiana ról                            | Le Switcheroo                           |
| 10.02.2007              | 14  | Predyspozycje zawodowe                 | I’ve Got a New Aptitude                 |
|                         |     |                                        |                                         |
| 11.02.2007              | 15  | Presja                                 | Cheer Pressure                          |
| 11.02.2007              | 15  | Po prostu Jake                         | Basic Jake                              |
|                         |     |                                        |                                         |
| 17.02.2007              | 16  | Wszystko się zmienia                   | The Times, They Are Exchangin’          |
| 17.02.2007              | 16  | Dzieciaki luzaki                       | Cool Kids                               |
|                         |     |                                        |                                         |
| 18.02.2007              | 17  | Nie bacząc na Henia                    | Disregarding Henry                      |
| 18.02.2007              | 17  | Piękny wąs                             | Nice Mustache                           |
|                         |     |                                        |                                         |
| 24.02.2007              | 18  | Sensacje                               | The Poop Scoop                          |
| 24.02.2007              | 18  | Liść nieobecności                      | Leaf of Absence                         |
|                         |     |                                        |                                         |
| 25.02.2007              | 19  | Boję się ślicznotek                    | I Fear Pretties                         |
| 25.02.2007              | 19  | Magiczna ryba                          | The Magic Fish                          |
|                         |     |                                        |                                         |
| 01.03.2007              | 20  | Czym skorupka za młodu                 | Ain’t Too Proud to Egg                  |
| 01.03.2007              | 20  | Jake razy dwa                          | The Two Jakes                           |
|                         |     |                                        |                                         |
| 02.03.2007              | 21  | Jake robi sobie wolne                  | Jake’s Day Off                          |
| 02.03.2007              | 21  | Zakochana Lupi                         | Lupe in Love                            |
|                         |     |                                        |                                         |
| 03.03.2007              | 22  | Zwariowany lunapark                    | Carny Crazy                             |
| 03.03.2007              | 22  | Na górze u Adama                       | Up and Adam                             |
|                         |     |                                        |                                         |
| 04.03.2007              | 23  | Wesołych Animów                        | Have Yourself A Joyful Little Animas    |
|                         |     |                                        |                                         |
| 05.03.2007              | 24  | Nowy system oceniania                  | Making the Grade                        |
| 05.03.2007              | 24  | Wałkoń lub korepetytor                 | One Lump or Tutor                       |
|                         |     |                                        |                                         |
| 06.03.2007              | 25  | Niezapomniane figle                    | Pranks for the Memories                 |
| 06.03.2007              | 25  | Gadający Miś                           | Talking Teddy                           |
|                         |     |                                        |                                         |
| 07.03.2007              | 26  | Szkolne mundurki                       | Uniformity                              |
| 07.03.2007              | 26  | Spodnie w kosmosie                     | Pants In Space                          |
|                         |     |                                        |                                         |
| FILM                    |     |                                        |                                         |
|                         |     |                                        |                                         |
| 03.09.2007              | 27  | Wycieczka edukacyjna                   | The Big Field Trip                      |
| 03.09.2007              | 28  | Wycieczka edukacyjna                   | The Big Field Trip                      |
|                         |     |                                        |                                         |
| SERIA TRZECIA           |     |                                        |                                         |
|                         |     |                                        |                                         |
| 04.09.2007              | 29  | Nieobecny z powodu choroby             | Sick Day                                |
| 04.09.2007              | 29  | Przytulanki                            | Cuddlemuffins                           |
|                         |     |                                        |                                         |
| 05.09.2007              | 30  | Problem kujona                         | The Spiffanos                           |
| 05.09.2007              | 30  | Mała małpiarenka                       | Little Mermonkey                        |
|                         |     |                                        |                                         |
| 06.09.2007              | 31  | Dyplomatyczne szaleństwo               | Diplomatic Insanity                     |
| 06.09.2007              | 31  | Podwładni                              | Sidekicked                              |
|                         |     |                                        |                                         |
| 07.09.2007              | 32  | Gorylica moich snów                    | Gorilla of My Dreams                    |
| 07.09.2007              | 32  | Książę i służący                       | The Prince and the Pooper               |
|                         |     |                                        |                                         |
| 10.09.2007              | 33  | Duma i Ropuch                          | Pride and Pixiefrog                     |
| 10.09.2007              | 33  | Poranne zoo                            | The Morning Zoo                         |
|                         |     |                                        |                                         |
| 11.09.2007              | 34  | Ciało-futrzasta fantazja               | Flesh Fur Fantasy                       |
| 11.09.2007              | 34  | Ukochana na zastępstwie                | Substitute Sweetheart                   |
|                         |     |                                        |                                         |
| 12.09.2007              | 35  | Nie odmawiaj zanim nie spróbujesz      | Don’t Noc It ’Til You Try It            |
| 12.09.2007              | 35  | Citronellowy roztwór                   | The Citronella Solution                 |
|                         |     |                                        |                                         |
| 13.09.2007              | 36  | Zmangustowany                          | Mongoosed                               |
| 13.09.2007              | 36  | Luzacy                                 | Mellow Fellows                          |
|                         |     |                                        |                                         |
| 14.09.2007              | 37  | Mała Lama, wielki dramat               | Save the Drama for Your Llama           |
| 14.09.2007              | 37  | Pan Rogowiak i Ted                     | Hornbill and Ted’s Bogus Journey        |
|                         |     |                                        |                                         |
| 17.09.2007              | 38  | Gepard, kłamstwa i kradzieże           | Lie, Cheetah, Steal                     |
| 17.09.2007              | 38  | Niewygodna wpadka                      | An Inconvenient Goof                    |
|                         |     |                                        |                                         |
| SERIA CZWARTA           |     |                                        |                                         |
|                         |     |                                        |                                         |
| 10.04.2009              | 39  | Ten niepoprawny dziobak                | That Darn Platypus                      |
|                         |     |                                        |                                         |
| 05.07.2008              | 40  | Dyrektor Ropuch                        | Frog Principal                          |
| 05.07.2008              | 40  | Spotkanie z Czepiakami                 | Meet the Spidermonkeys                  |
|                         |     |                                        |                                         |
| 06.07.2008              | 41  | Zadek Jake’a                           | The Butt of Jake                        |
| 06.07.2008              | 41  | Sylwek Długoszpar                      | Shark Fin Soupy                         |
|                         |     |                                        |                                         |
| 12.07.2008              | 42  | Hiena i potężni                        | The Hyena and the Mighty                |
| 12.07.2008              | 42  | Och Heniu                              | Oh Henry                                |
|                         |     |                                        |                                         |
| 13.07.2008              | 43  | Mój dziki Leww                         | My Feral Lyon                           |
| 13.07.2008              | 43  | Śródsemestralny sen życia              | A Mid Semester Life’s Dream             |
|                         |     |                                        |                                         |
| 19.07.2008              | 44  | Liga bluszczowa                        | The Ivy League                          |
| 19.07.2008              | 44  | Robo Ropuch 3000                       | Robo Frog 3000                          |
|                         |     |                                        |                                         |
| 20.07.2008              | 45  | Sławny Goryl Windsor                   | The Notorious Windsor Gorilla           |
| 20.07.2008              | 45  | Ingrid w liceum                        | Ingrid Through the Out Door             |
|                         |     |                                        |                                         |
| 19.07.2008              | 46  | Błyszczący i zdezorientowany           | Glazed and Confused                     |
|                         |     |                                        |                                         |
| 26.07.2008              | 47  | Higieniczne kawały                     | Hygiene Hijinks                         |
| 26.07.2008              | 47  | Pan Mandryl w drużynie                 | Mandrill of the House                   |
|                         |     |                                        |                                         |
| 27.07.2008              | 48  | Synchronizowanie czy pływanie          | Synch or Swim                           |
| 27.07.2008              | 48  | Anatomia Lwwa                          | Lyon’s Anatomy                          |
|                         |     |                                        |                                         |
| 02.08.2008              | 49  | Zachowanie człowieka                   | Human Behavior                          |
| 02.08.2008              | 49  | Jake okularnik                         | Four Eyed Jake                          |
|                         |     |                                        |                                         |
| 03.08.2008              | 50  | Gdzie u licha są Rodzice Adama?        | Where In the World Are Adam’s Parents?  |
| 03.08.2008              | 50  | Górski kolo                            | Mountain Dude                           |
|                         |     |                                        |                                         |
| 09.08.2008              | 51  | Wyjątkowy chłopiec                     | A Very Special Boy                      |
| 09.08.2008              | 51  | Rycerze tabliczki mnożenia             | Knights of the Multiplication Table     |
|                         |     |                                        |                                         |
| 10.08.2008              | 52  | Dzikuska                               | Wild Thing                              |
| 10.08.2008              | 52  | Samotny Leww                           | Lonely Lyon                             |
|                         |     |                                        |                                         |
| 20.07.2008              | 53  | Cały świat zoo                         | A Whole Zoo World                       |
|                         |     |                                        |                                         |
| FILM                    |     |                                        |                                         |
|                         |     |                                        |                                         |
| 07.09.2008              | F1  | Szkolny musical zwierząt               | Animal School Musical                   |
|                         |     |                                        |                                         |
| ODCINKI KRÓTKOMETRAŻOWE |     |                                        |                                         |
|                         |     |                                        |                                         |
|                         | S01 |                                        | The Note                                |
|                         |     |                                        |                                         |
|                         | S02 |                                        | Cafeteria Duty                          |
|                         |     |                                        |                                         |
|                         | S03 |                                        | Bathroom Break                          |
|                         |     |                                        |                                         |
|                         | S04 |                                        | I Got Rhythm                            |
|                         |     |                                        |                                         |
|                         | S05 |                                        | Clam-mercial                            |
|                         |     |                                        |                                         |
|                         | S06 |                                        | Bullroar                                |
|                         |     |                                        |                                         |
|                         | S07 |                                        | Photo Phobia                            |
|                         |     |                                        |                                         |
|                         | S08 |                                        | Lunchtime Blues                         |
|                         |     |                                        |                                         |
|                         | S09 |                                        | All-Nighter                             |
|                         |     |                                        |                                         |
|                         | S10 |                                        | Not So Good Will                        |
|                         |     |                                        |                                         |
|                         | S11 |                                        | Fresh Brewed                            |
|                         |     |                                        |                                         |
|                         | S12 |                                        | Help Not Wanted                         |
|                         |     |                                        |                                         |
|                         | S13 |                                        | Adam’s Penguin Poem                     |
|                         |     |                                        |                                         |

## Odcinki w komiksach
Seria pierwsza (Cartoon Network Magazyn)
1. Leww imprezowicz
2. Małpie figle

## Opisy gier z bohaterami serialu
- Dzika Szkoła – w szkole brakuje obiadów. Jake i Adam wyruszają je odzyskać, jednak przeszkadza im w tym Kark Szarkowski.
- Gazeciarz – Jake wydaje gazetę pod tytułem Jake’owa Gazeta. Adam musi sprawić, by uczniowie nie przeczytali tej gazety. Do sterowania masz myszkę i klawisz spacji.
- Wycieczka edukacyjna – druga część gry Dzika Szkoła. Dyrektor Ropuch mówi Adamowi i Jake’owi, że cała szkoła jedzie na wycieczkę. Nie mogą dostać szczepionki od siostry Gazeli. Muszą zaś płynąć w rybim tunelu, i w końcu pojechać.